# Digodigo
Digodigo ist ein Verwaltungsbezirk (Ward) des Distrikts Ngorongoro in der tansanischen Region Arusha.

## Geografie
Digodigo liegt im Norden von Tansania etwa 170 Kilometer Luftlinie nordwestlich von Arusha, westlich vom Natronsee und nahe der keniatischen Grenze. Der Hauptort liegt rund 1300 Meter über dem Meer, die Berge erreichen Höhen von etwa 1700 Metern. Der wichtigste Fluss ist der Digidigo, der in den Natronsee entwässert.
Der Bezirk grenzt im Norden an Kirangi, im Nordosten an Oldonyosambu, im Südosten an Pinyinyi, im Südwesten an Sale und im Westen an Samunge. Das Land ist 91 Quadratkilometer groß und bei der Volkszählung 2022 lebten hier 4994 Menschen in 1114 Haushalten.

## Gliederung
Digodigo besteht aus einer Gemeinde (Mtaa) mit fünf Orten (Kitongoji):
| Digodigo - Bwelo - Makurehendane - Ndelane - Rane - Digodigo Madukani |

## Wirtschaft und Infrastruktur
- Gesundheit: Das private Gesundheitszentrum in Digodigo betreut Patienten ambulant und stationär.[8]
- Bildung: Die staatliche weiterführende Schule Digodigo Secondary School unterrichtet Burschen und Mädchen bis zur 4. Stufe.[9]